# Tatur Hills
Tatur Hills är en kulle i Antarktis. Den ligger i Sydshetlandsöarna. Argentina, Chile och Storbritannien gör anspråk på området.
Terrängen runt Tatur Hills är kuperad norrut, men västerut är den platt. Havet är nära Tatur Hills åt sydost. Trakten är obefolkad. Det finns inga samhällen i närheten. 